# مورنينغتون كريزينت (محطة مترو أنفاق لندن)
مورنينغتون كريزينت (بالإنجليزية: Mornington Crescent)‏ هي إحدى محطات مترو أنفاق لندن. تقع على خط نورذيرن أفتتحت في المنطقة (Zone) رقم 2 أفتتحت في 22 يونيو 1907.